# Staz Nair
Staz Nair (Londen, 17 juni 1991) is een Britse acteur en zanger. Hij is bekend van zijn rollen in de HBO-serie Game of Thrones (2016-2019), de CW-serie Supergirl (2019-2021) en de hoofdrol in de BBC One-serie Virdee.

## Levensloop
Staz Nair is van Indiase en Russische afkomst en beschrijft zichzelf als "half Malayali". Hij volgde zijn opleiding aan de Dr. Challoner's Grammar School, een openbare middelbare school voor jongens, in het marktstadje Amersham in Buckinghamshire.
Nair was lid van de band Times Red. De band nam deel aan het negende seizoen van de Britse televisietalentenjachtprogramma The X Factor in 2012. Ze bereikten de juryronde, waarin ze geen finalist werden. De band bracht in maart 2013 hun debuutsingle "Just No Good for Me" uit.
Nair speelde vanaf het zesde seizoen in de fantasy-televisieserie Game of Thrones als Qhono, een legerleider van de Dothraki. In 2019 speelde Nair Dax-Baron, de man die de superschurk Doomsday zou worden, in de serie Krypton. Hij werd een hoofdrolspeler in de superheldenserie Supergirl tijdens het vijfde en zesde seizoen in 2019, waarin hij een personage speelde dat speciaal voor de serie was gecreëerd: de "geharde reporter" William Dey.
Nair speelde in de space operafilms Rebel Moon – Part One: A Child of Fire uit 2023 en Rebel Moon – Part Two: The Scargiver uit 2024, geregisseerd door Zack Snyder. Nair speelt DCI Harry Virdee in het BBC One-misdaadserie Virdee, dat in februari 2025 in première ging.